# 西浅井町
西浅井町（にしあざいちょう）は、かつて滋賀県の北部にあった伊香郡の町。
2010年1月1日、伊香郡および東浅井郡の6町全域とともに長浜市へ編入し消滅した。

## 地理
町北部は福井（敦賀）との県境を形成する野坂山地で、豪雪地帯である。塩津地区は琵琶湖の最北端に面する。
- 湖沼：琵琶湖
- 河川：大浦川

### 隣接していた自治体
- 高島市
- 伊香郡 : 余呉町、木之本町、高月町
- 東浅井郡 : 湖北町
- 福井県敦賀市

## 歴史
- 1955年（昭和30年）4月1日 - 塩津村・永原村が新設合併して西浅井村が発足。
- 1971年（昭和46年）4月1日 - 町制を施行し西浅井町となる。
- 2006年（平成18年）10月 - 奥びわ湖水の駅あぢかまの里が開業。
- 2008年（平成20年）11月 - 塩津港遺跡から平安時代後期に作られたとみられる木彫りの神像5体が出土。
- 2010年（平成22年）1月1日 - 長浜市に編入。同日西浅井町廃止。

## 産業
漁業
- 大浦漁港

主要企業
- ヤンマー永原工場
昭和26年（1951年）に昭和天皇の視察を受けた。なお、そのさい天皇は『うるはしく 職場たもちて 山すその 永原村は すくはれにけり』という短歌を詠んでいる。

## 教育
小学校
- 西浅井町立塩津小学校
- 西浅井町立永原小学校

中学校
- 西浅井町立西浅井中学校

## 交通

### 鉄道
- 西日本旅客鉄道（JR西日本）
  - 北陸本線 : 近江塩津駅
  - 湖西線 : 永原駅 - 近江塩津駅

### 道路
一般国道
- 国道8号
  - 塩津バイパス
- 国道303号

県道
- 県道33号西浅井余呉線
- 県道286号大浦沓掛線
- 県道336号塩津浜飯浦線
- 県道512号葛籠尾崎塩津線 - 奥琵琶湖パークウェイ
- 県道513号葛籠尾崎大浦線 - 奥琵琶湖パークウェイ
- 県道557号西浅井マキノ線

道の駅
- 塩津海道 あぢかまの里（旧 奥びわ湖水の駅） - 町が出資した企業が指定管理者となっている[1]。

## 名所・旧跡・観光
- 菅浦地区
  - 奥琵琶湖ファイブオーシャンマリーナ - レンタルボート・ボート駐艇場
  - 須賀神社
  - 菅浦郷土史料館
  - ファイブオーシャン奥琵琶湖 - キャンプ場
  - 国民宿舎つづらお荘
- 永原地区
  - 腹帯観音堂（大浦）
  - 和蔵堂
  - 黒山山門水源の森石仏群
  - 八幡神社（大浦）
  - 上の荘の森 - 水源の森百選
  - 北淡海・丸子船の館（大浦）
- 塩津地区
  - 正應寺
  - 鹽津神社（塩津浜）
  - 下鹽津神社（集福寺）
  - 矢合神社（岩熊）
  - 蓮通寺（岩熊）
  - 塩津浜遺跡
  - 香取五神社（祝山）
  - 辻家（祝山）
  - 洞春庵（祝山）
  - 深坂地蔵（沓掛）

## 出身有名人
- 木谷寿巳（プロ野球選手・東北楽天ゴールデンイーグルス所属）
- 谷口久次郎（元 滋賀県知事）